# Cabeçó d’Or
Der Cabeçó d’Or (valencianisch) oder Cabezo d’Or (spanisch) ist ein Bergmassiv an der Costa Blanca, nahe dem Ort Busot. Ein Grundwasserleiter im Cabeçó d’Or speist die Quellen beim ehemaligen Thermalbad Preventori d’Aigües.

## Geschichte

### Entstehung des Namens
Sowohl der valencianische als auch der spanische Name des Berges, die übersetzt „Goldkopf“ heißen, führen in die Irre. Der Name des Berges stammt nicht von den Goldminen, die sich in maurischer Zeit hier befunden haben sollen, sondern vom iberischen Ausdruck „Ur“ für Wasser.

### Entdeckungen
Im Jahr 740 wurden im Berg die Tropfsteinhöhlen von Canelobre entdeckt, die mit einer Höhe von 150 Metern und einer Länge von 50 Metern eines der höchsten Felsengewölbe Spaniens bilden.
Eine örtliche Legende, die wahrscheinlich aus der Zeit der Mudéjares stammt, erzählt von christlichen Eroberern, die Gold in dem Berg suchten, aber nur Wasser vorfanden.

## Routen zum Gipfel
Nahe dem Parkplatz der Höhlen von Canelobre beginnt die leichte bis mittelschwere ausgeschilderte Route PRV-2 zum Gipfel.